# Polyeunoe dubia
Polyeunoe dubia är en ringmaskart som beskrevs av Hartmann-Schröder 1965. Polyeunoe dubia ingår i släktet Polyeunoe och familjen Polynoidae. Inga underarter finns listade i Catalogue of Life.